# Österlövsta (småort)
Österlövsta var före 2000 en av SCB avgränsad och namnsatt småort i Österlövsta socken i Tierps kommun belägen strax söder om kyrkan och orten Försäter. Vid 2000 års avgränsning hade befolkningen minskat såpass att småorten upplöstes.

## Befolkningsutveckling
| Befolkningsutvecklingen i Österlövsta 1950–1995                                                                                            | Befolkningsutvecklingen i Österlövsta 1950–1995 | Befolkningsutvecklingen i Österlövsta 1950–1995 | Befolkningsutvecklingen i Österlövsta 1950–1995 | Befolkningsutvecklingen i Österlövsta 1950–1995 |
| --- | ----------------------------------------------- | ----------------------------------------------- | ----------------------------------------------- | ----------------------------------------------- |
| |                                                 |                                                 |                                                 |                                                 |
| År |                                                 |                                                 | Folkmängd                                       | Areal (ha)                                      |
| 1950 | 1950                                            |                                                 | 206                                             | ##                                              |
| 1960 | 1960                                            |                                                 | 153                                             | ¤                                               |
| 1990 | 1990                                            |                                                 | 51                                              | 5#                                              |
| 1995 | 1995                                            |                                                 | 55                                              | 6#                                              |
| Anm.: Del av Österlövsta 1990 ## Som tätort/befolkningsagglomeration 1920–1950. ¤ Som tätortsbebyggelse med 150-199 invånare # Som småort. |                                                 |                                                 |                                                 |                                                 |